# Louis Potheau
Louis Adrien Potheau (Bellevue, Alts del Sena, 14 d'agost de 1870 - Vaison-la-Romaine, Valclusa, 18 de febrer de 1955) va ser un regatista francès que va competir a començaments del segle xx.
El 1908 va prendre part en els Jocs Olímpics de Londres, on va guanyar la medalla de bronze en la categoria de 6 metres del programa de vela. Potheau navegà a bord del Guyoni junt a Henri Arthus i Pierre Rabot.